# Phytosciara filichaeta
Phytosciara filichaeta är en tvåvingeart som först beskrevs av Heikki Hippa 1991. Phytosciara filichaeta ingår i släktet Phytosciara och familjen sorgmyggor.
Artens utbredningsområde är Myanmar. Inga underarter finns listade i Catalogue of Life.